# Pentagón Jr.
Penta El Zero Miedo, noto anche come Pentagón Jr. o semplicemente Penta (Xalapa, 5 febbraio 1985), è un wrestler messicano, sotto contratto con la WWE.
In passato ha combattuto anche nella Pro Wrestling Guerrilla. Insieme al fratello Rey Fénix, formavano i Lucha Brothers. I due, insieme a Pac erano membri del Death Triangle.

## Carriera

### Inizi
Poiché l'identità dell'uomo che si nasconde dietro la maschera di Pentagón Jr. è sconosciuta, non si sa molto dei suoi inizi fatta eccezione per quello che ha rivelato lui stesso, cosa comune nel mondo della Lucha libre. Secondo quanto dichiarato da Pentagón Jr., si allenò con Skayde, e debuttò nel 2007, come wrestler mascherato di nome "Zaius". Il suo primo match verificabile si svolse il 9 aprile 2008, quando insieme a Black Star, perse un match di coppia con Máscara Oriental e El Niño de Fuego. Vinse il primo titolo in assoluto il 26 luglio 2009, sconfiggendo Mesalla e conquistando il WCW Intercontinental Championship in un Luchas de Apuestas match (particolari tipologie di match utilizzate quasi esclusivamente nel mondo della lucha libre che prevede che lo sconfitto debba subire una particolare punizione per mano del vincitore e solitamente il perdente è costretto a privarsi per sempre della maschera o a subire il taglio dei capelli).

### Lucha Libre AAA Worldwide (2010–2017)

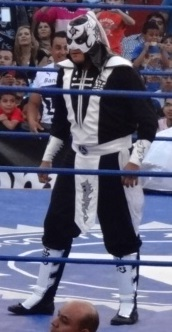
Pentagón Jr. nella Lucha Libre AAA Worldwide

Sempre come Zaius, il futuro Pentagón Jr. lottò in un dark match di prova per la AAA il 9 settembre 2010, in coppia con Pesadilla e sconfiggendo Konami e Máscara Oriental. Nel 2011 cominciò a lavorare regolarmente nella AAA, utilizzando il nome "Dark Dragon". Nello stesso periodo, suo fratello, all'epoca conosciuto come Máscara Oriental, cambiò ring name in Fénix, adottando anche una nuova maschera.
Il 2 dicembre 2012, il personaggio di Dark Dragon fu abbandonato in favore della nuova identità di Pentagón Jr., introdotta all'evento Guerra de Titanes, durante il quale Octagón, Octagón Jr. e La Parka sconfissero Pentagón Jr., La Parka Negra e Silver Cain. Dato che molti lottatori che utilizzarono il nome "Pentagon" ebbero sfortuna in carriera, esiste una leggenda metropolitana che questo nome sia maledetto. Il motto di Pentagón Jr., Cero Miedo (zero paura), fu coniato per dimostrare che egli non temeva la maledizione. Il 18 agosto a Héroes Inmortales VII, Pentagón prese parte all'edizione 2013 della Copa Antonio Peña, ma fu sconfitto al primo round da El Hijo del Fantasma. Il 16 marzo 2014, allo show Rey de Reyes della AAA, Pentagón Jr. partecipò a un eight-man Lucha de Apuestas Domo de la Muerte match, ma fuggì dalla gabbia prima della fine, conservando la maschera. A Triplemanía XXII, il 17 agosto, lottò nel match di unificazione dei titoli AAA Fusión Championship e AAA Cruiserweight Championship, che fu vinto da El Hijo del Fantasma. Il 17 novembre si unì alla stable "Los Perros del Mal". Il 7 dicembre insieme a Joe Líder vinse l'AAA World Tag Team Championship sconfiggendo Los Güeros del Cielo (Angélico & Jack Evans) e Myzteziz & Fénix in un three-way match. Persero le cinture in favore di Angélico & Evans il 4 ottobre 2015, all'evento Héroes Inmortales IX.
Il 23 marzo 2016 Pentagón Jr. vinse il torneo Rey de Reyes sconfiggendo La Parka e Villano IV. La vittoria del Rey de Reyes fu utilizzata per stabilire il suo status come pretendente al titolo AAA Latin American Championship, che Pentagón Jr. vinse battendo il campione Psycho Clown il 3 luglio. Il 28 agosto a Triplemanía XXIV perse la cintura contro Johnny Mundo. Il 20 gennaio 2017 a Guerra de Titanes perse anche il rematch con Mundo. Il giorno seguente, annunciò che non avrebbe mai più combattuto nella AAA, citando la sua insoddisfazione generale per come veniva gestito il suo personaggio.

### Lucha Underground (2014–2018)

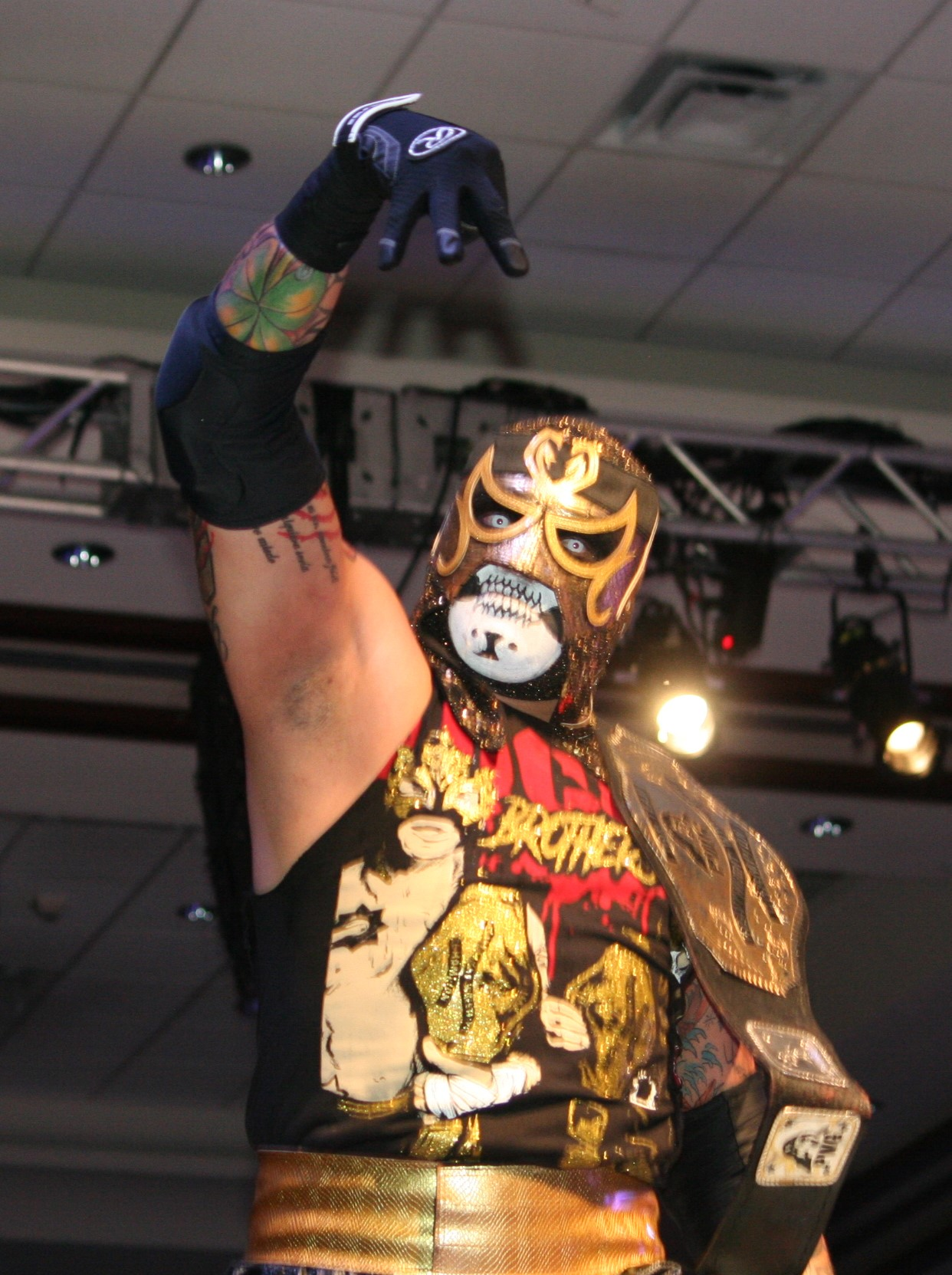
Penta El Zero Miedo nel 2016

Nell'agosto 2014, Pentagón Jr. viene annunciato come uno dei cinque lottatori AAA che sarebbero apparsi su Lucha Underground, una nuova serie televisiva americana sul canale El Rey. Debuttò nel terzo episodio il 12 novembre dove fu sconfitto dal fratello Fénix, in un three-way, che comprendeva anche Drago. Nel corso delle settimane successive, i due fratelli svilupparono una rivalità tra di loro. Il 1º aprile 2015 partecipò al torneo per incoronare i primi LU Trios Champions. Pentagon, Sexy Star e Super Fly furono sconfitti da Big Ryck, The Mack e Killshot. Dopo il match, Pentagon cercò di rompere un braccio a Super Fly, ma Star lo salvò. L'8 aprile 2015 aggredì nuovamente Star e Super Fly. Il 22 aprile 2015 fu sconfitto da Sexy Star. Il 3 giugno si prese la rivincita sconfiggendo Sexy Star in un submission match. Al termine dell'incontro, Pentagon tentò di "sacrificare" Sexy Star ma venne fermato dal commentatore Vampiro. Il 5 agosto 2015, Pentagón Jr. sconfisse Vampiro in un violento Cero Miedo match. Subito dopo, Vampiro rivelò di essere il "maestro" di Pentagón Jr.
Nella seconda stagione del programma iniziata il 27 gennaio, Pentagón assalì il campione in carica Mil Muertes dopo la sua difesa del titolo contro Ivelisse e gli ruppe un braccio, effettuando un turn face nel processo. Sfidò quindi senza successo Matanza Cueto per il titolo Lucha Underground Championship. Il 31 gennaio 2016 a Ultima Lucha Dos prese il nome di "Pentagón Dark" dopo avere ricevuto ulteriore "addestramento" da Vampiro nel tentativo di sfidare nuovamente Matanza Cueto per il Lucha Underground Championship. Fallita l'impresa, si ribellò a Vampiro.
All'evento Aztec Warfare III fu aggredito da Black Lotus insieme ai Members of The Black Lotus Triad Hitokiri, Doku e Yurei e fu eliminato da Johnny Mundo. Due settimane dopo affrontò i membri della triade Black Lotus in un gauntlet match ma fu sconfitto. Il 25 giugno a Ultima Lucha Tres, Pentagón Dark sconfisse Son of Havoc in un ladder match vincendo il vacante Gift of the Gods Championship, che inoltre gli garantì una title shot al Lucha Underground Championship. Sfruttò l'opportunità il giorno seguente e sconfisse Prince Puma in a "Loser Must Retire" match diventando il nuovo campione Lucha Underground.

### Pro Wrestling Guerrilla (2015–2019)
Il 28 agosto 2015 Pentagón Jr. esordì nella Pro Wrestling Guerrilla partecipando al torneo 2015 Battle of Los Angeles, sconfiggendo Drago al primo round. Venne eliminato al secondo round due giorni dopo da Zack Sabre Jr. Il 2 settembre 2016 tornò nella PWG, prendendo parte nuovamente al torneo 2016 Battle of Los Angeles, dove fu eliminato al primo turno da Marty Scurll. Due giorni dopo, Pentagón Jr. e Fénix sfidarono senza successo gli Young Bucks per il PWG World Tag Team Championship.
Il 18 marzo 2017, Penta el 0M e Rey Fénix sconfissero The Young Bucks e il team di Matt Sydal e Ricochet in un three-way match conquistando il PWG World Tag Team Championship. Il 20 ottobre Penta e Fénix persero le cinture contro The Chosen Bros (Jeff Cobb & Matt Riddle), dopo un regno durato 216 giorni.

### Circuito indipendente (2015–2019)

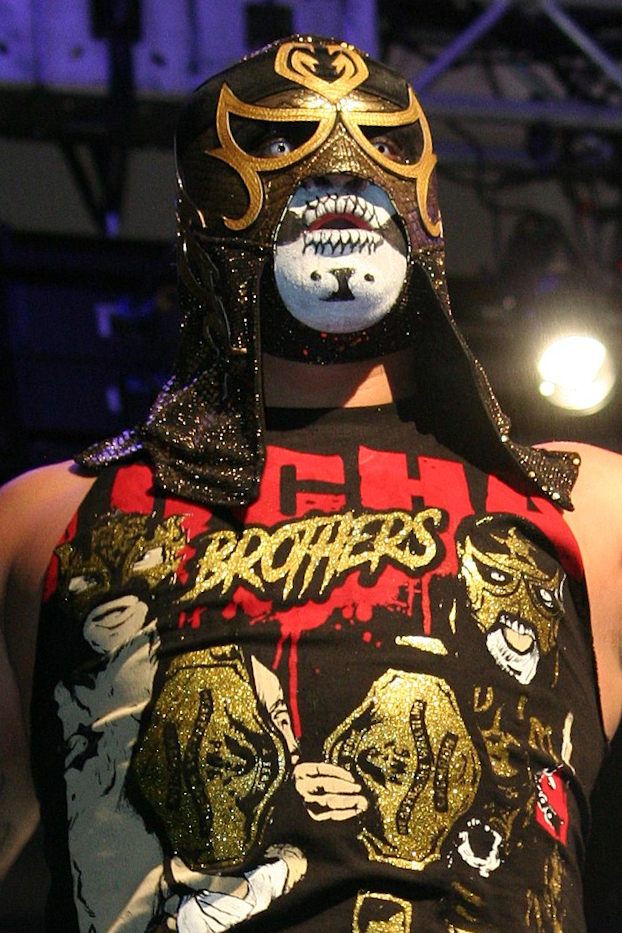
Penta El Zero nel 2016

Con il debutto sulla televisione americana della Lucha Underground, Pentagón Jr. iniziò a lottare in varie federazioni del circuito indipendente, tra sudamerica e Stati Uniti.
Il 23 luglio 2016 sconfisse Sami Callihan e conquistò l'AAW Heavyweight Championship. L'8 ottobre 2016 mise in palio il titolo in un Lucha de Apuestas tag team match e fu sconfitto da Callihan che riconquistò la cintura.
Il 21 gennaio 2017 nella compagnia The Crash Lucha Libre, Pentagón Jr., Daga e Garza Jr. salirono sul ring annunciando a tutti che stavano lasciando la AAA. Poiché la AAA deteneva i diritti sull'utilizzo del nome Pentagón Jr., egli rivelò che il suo nuovo ring name era da ora in poi "Penta el 0M". Il 27 gennaio Penta, Daga, Garza e Fénix el Rey annunicarono la costituzione di una nuova stable denominata "La Rebelión".
Il 1º settembre 2018 Penta El Zero perse contro Kenny Omega allo show indipendente All In. Dopo il match, le luci nell'arena si spensero e Chris Jericho, travestito da Pentagon, attaccò Omega prima di togliersi la maschera e rivelare la propria identità.

### Major League Wrestling (2018–2019)
Penta 0M esordì nella Major League Wrestling l'11 gennaio 2018, sconfiggendo suo fratello Rey Fénix allo show Zero Hour. In seguito perse un match con Shane Strickland per il titolo MLW World Heavyweight Championship. Il mese seguente Los Lucha Bros (Pentagon & Fenix) sconfissero il "Team TBD" (Jason Cade & Jimmy Yuta) e The Dirty Blondes diventando i primi detentori delle cinture MLW World Tag Team Championship. La rivalità di lungo corso tra Penta 0M e L.A. Park divenne parte di una storyline nella MLW, che portò L.A. Park a sconfiggere Pentagon in un "Mexican Massacre" No disqualification match svoltosi il 9 settembre 2018. All'evento MLW Fightland, l'8 novembre 2018, i Los Lucha Bros difesero con successo l'MLW World Tag Team Championship contro L.A. Park e suo figlio El Hijo de L.A. Park.
Dopo il feud con Park, i Lucha Bros cominciarono una rivalità con Teddy Hart, Davey Boy Smith Jr. e Brian Pillman Jr. con in palio le cinture MLW Tag Team Championship. Il 4 gennaio 2019 a MLW Fusion, Pentagon fu sconfitto da Teddy Hart Il team detenne i titoli di coppia fino al 2 febbraio 2019, quando fu sconfitto da Teddy Hart & Davey Boy Smith Jr.. Penta e Fenix apparvero poi all'evento Intimidation Games, che si svolse il 2 marzo 2019.

### Impact Wrestling (2018–2019)
Pentagón Jr. esordì nella Impact Wrestling all'evento WrestleCon 2018, vincendo un three-way match con Fénix e l'allora campione Impact World Austin Aries. Successivamente fu annunciato che Pentagón Jr. avrebbe affrontato Fénix al Pay-Per-View Redemption. Tuttavia, dopo la fuoriuscita di Alberto El Patron dalla compagnia, il match Pentagón Jr. vs. Fénix fu spostato al main event, questa volta con in palio il titolo Impact World Championship. Pentagón Jr. si aggiudicò incontro e titolo. Dopo due difese della cintura, una con Eli Drake ed una con Jimmy Jacobs, la perse venendo sconfitto da Austin Aries.
Il 3 giugno capeggiò lo show speciale Zero Fear, dove sconfisse Eli Drake e Moose. Successivamente ebbe un feud con Sami Callihan che culminò in un match "mask vs hair" al PPV Slammiversary, vinto da Pentagón Jr che quindi rapò a zero Callihan. Il 12 gennaio 2019 Pentagón e Fénix sconfissero i Latin American Xchange in Messico e vinsero l'Impact World Tag Team Championship. All'evento Rebellion persero le cinture in favore dei LAX nel corso di un "Full Metal Mayhem match".

### Ritorno nella AAA (2018–2024)
Il 5 giugno 2018 fu annunciato che Pentagón Jr. sarebbe tornato a lottare nella AAA, partecipando al Poker de Ases match di Triplemanía XXVI, mettendo in gioco la sua maschera contro Psycho Clown, El Hijo del Fantasma e L.A. Park. Il 2 agosto Pentagon lottò in coppia con L.A. Park sconfiggendo Psycho Clown e Pagano, prima vittoria per lui dopo un anno di assenza.

### Consejo Mundial de Lucha Libre (2018–2019)
Nella primavera del 2018 Penta El 0M lottò contro Carístico nel circuito indipendente messicano, dopo che lo aveva minacciato di "andare a trovarlo a casa", facendo riferimento alla federazione Consejo Mundial de Lucha Libre. Il 29 giugno 2018 fece un'apparizione a sorpresa durante il main event dello show Super Viernes della CMLL, attaccando Carístico durante il match.

### All Elite Wrestling (2019–2024)

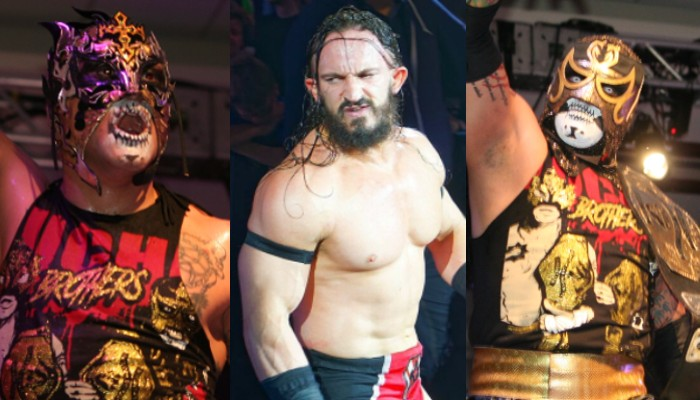
Il Death Triangle, da sinistra a destra: Rey Fénix, Pac e Pentagon Jr.

Durante uno show nel circuito indipendente in Georgia, Young Bucks salirono sul the ring offrendo ai Lucha Brothers un contratto con la All Elite Wrestling e il tutto fu sancito da una stretta di mano. Successivamente venne rivelato che Pentagon Jr. e Rey Fénix avevano firmato un contratto non esclusivo con la AEW, a causa dei loro obblighi legali con la Lucha Underground. Il 7 febbraio 2019 Pentagón Jr. e Fénix esordirono aggredendo gli Young Bucks, e al termine della rissa annunciarono la loro presenza al prossimo Pay-Per-View della compagnia, Double Or Nothing. All'evento, Pentagón Jr e Fénix furono sconfitti e persero le cinture AAA World Tag Team Championship in favore di The Young Bucks. Riconquistarono i titoli nel rematch organizzato nella AAA allo show Verano de Escándalo. La faida portò a un six-man tag match all'evento Fyter Fest, dove i Lucha Brothers insieme a Laredo Kid furono sconfitti da The Young Bucks e Kenny Omega. Il 30 ottobre 2019 a AEW Dynamite, i Lucha Brothers persero contro SoCal Uncensored nella finale del torneo per l'assegnazione dei titoli AEW World Tag Team Championship.
Il 4 marzo 2020 i Lucha Brothers formarono un trio con Pac denominato Death Triangle, confermando il loro turn heel. Il trio debuttò contro Joey Janela e The Private Party, sconfiggendoli. Tuttavia, con Pac bloccato nel Regno Unito, a causa di restrizioni negli spostamenti, si allearono con Eddie Kingston e anche con The Butcher and The Blade. Il 18 novembre 2020 Penta e Fenix tornarono face e riconsolidarono l'alleanza con Pac nel Death Triangle dopo averlo salvato da un'aggressione da parte di Kingston, Butcher e Blade. Nell'agosto 2021, fu annunciato che i Lucha Brothers avrebbero preso parte a un four-team eliminator tournament per avere la possibilità di sfidare per il titolo AEW World Tag Team Championship i campioni The Young Bucks al PPV All Out in uno steel cage match. The Lucha Brothers sconfissero The Varsity Blonds il 25 agosto a Dynamite, e poi Jurassic Express due giorni dopo a Rampage diventando i primi sfidanti ai titoli tag team. All'evento riuscirono a battere gli Young Bucks e vinsero l'AEW World Tag Team Championship per la prima volta. L'incontro fu ampiamente elogiato dalla critica come una dei più grandi match nella gabbia d'acciaio di tutti i tempi e uno dei migliori match nella storia della AEW. Il 16 ottobre 2021 Penta & Fenix persero l'AAA World Tag Team Championship venendo battuti dagli FTR (travestiti da lottatori messicani con il nome fittizio di "Las Super Ranas"). Il 5 gennaio 2022 a Dynamite, i Jurassic Express sconfissero i Lucha Brothers vincendo l'AEW World Tag Team Championship.
Il 23 febbraio 2022 a Dynamite, lottò in coppia con Pac sconfiggendo i Kings of the Black Throne. Prima del match, fu accompagnato sul ring da Alex Abrahantes, e con un costume completamente nero debuttò con il nome "Penta Oscuro", un rimando alla sua gimmick di "Pentagon Dark" nella Lucha Underground. Il 7 settembre 2022 a Dynamite, vinse, insieme a Pac e Fénix, il vacante AEW World Trios Championship, sconfiggendo i Best Friends.

### WWE (2025–presente)
Il 6 gennaio 2025 alla prima di Raw su Netflix, venne mandato in onda un video che preannunciava il suo debutto in WWE. La settimana successiva, fece ufficialmente il suo esordio a Raw con il ring name "Penta", rispondendo alla sfida di Chad Gable e sconfiggendolo. Il 1º febbraio successivo, partecipò per la prima volta alla Royal Rumble dando via al match insieme a Rey Mysterio, entrando con il numero 2, durando ben 42 minuti e 5 secondi riuscendo a restare nel ring per più tempo di tutti gli avversari e mettendo a segno un'eliminazione ai danni di Ludwig Kaiser.
Il 24 marzo ottiene il suo primo incontro titolato per l'Intercontinental Championship di Bron Breakker che però finisce in squalifica per l'intervento del Judgment Day. Nella seconda notte di WrestleMania 41 prende parte a un fatal four-way match per il titolo di Breakker. Il match viene vinto da Dominik Mysterio, che schiena Finn Bálor. Nella successiva puntata di Raw non sconfigge Mysterio a causa delle interferenze del Judgment Day. A Backlash ha avuto una rivincita per il titolo di Mysterio ma anche in questo caso viene sconfitto, questa volta per l'interferenza del El Grande Americano.
Nella puntata del 26 maggio di Raw, Penta si è qualificato al Money in the Bank Ladder match sconfiggendo in un triple threat match Gable e Dragon Lee. Penta prese parte anche al primo round del King of the Ring lottando in un fatal four-way match contro Dominik Mysterio, Bron Breakker e Sami Zayn, con quest'ultimo uscito vincitore.

## Personaggio

### Mosse finali
- Package piledriver
- Cross arm breaker

## Titoli e riconoscimenti

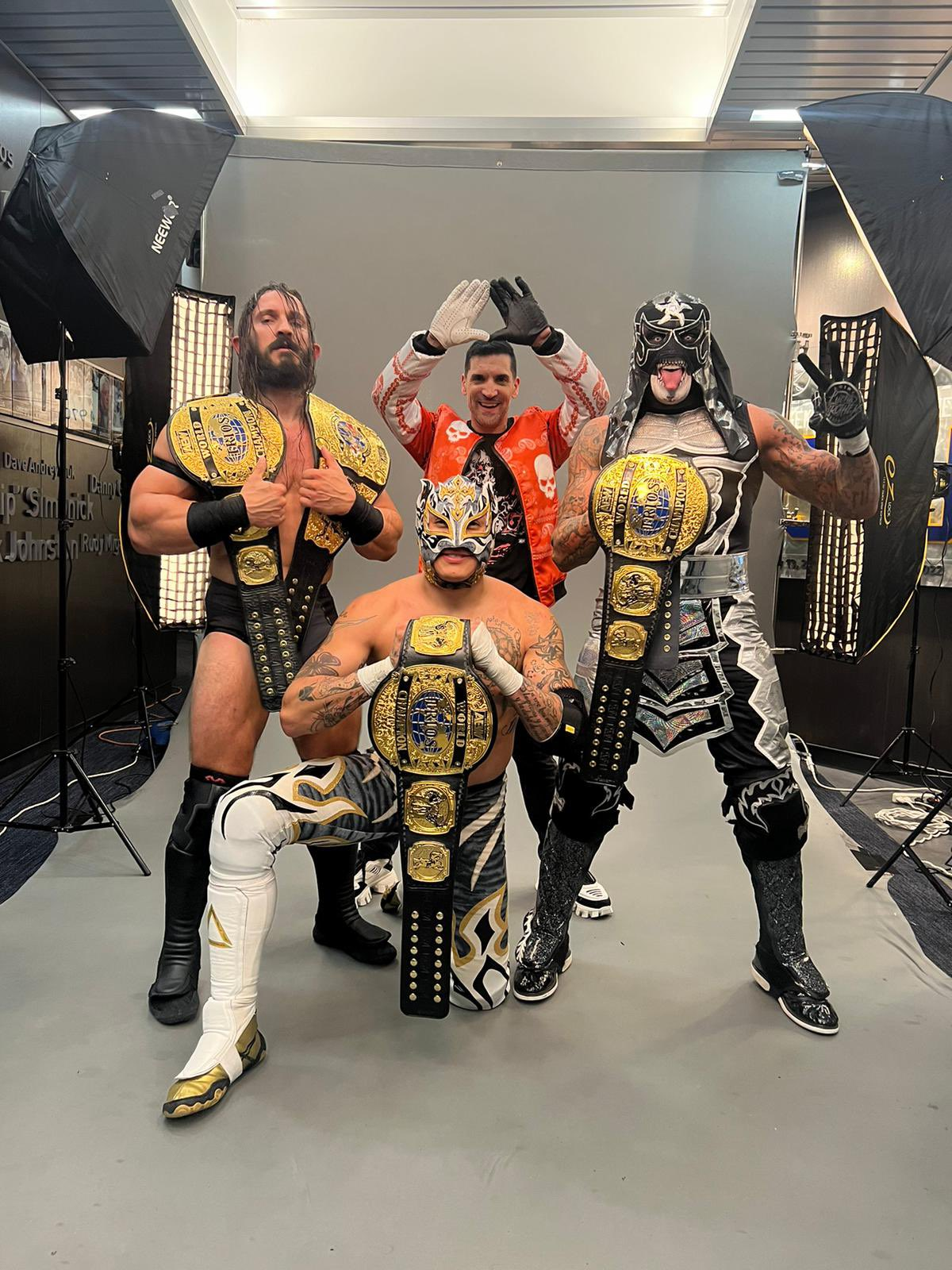
Il Death Triangle con l'AEW World Trios Championship

- AAW:Professional Wrestling Redefined
  - AAW Heavyweight Championship (1)
  - AAW Heritage Championship (1)
  - AAW Tag Team Championship (1) - con Rey Fénix
  - Quinto Triple Crown Champion
- All Elite Wrestling
  - AEW World Tag Team Championship (1) - con Rey Fénix
  - AEW World Trios Championship (1) - con Pac e Rey Fénix
- CBS Sports
  - Tag Team of the Year (2019) - con Fénix
- Fight Club: PRO
  - Dream Team Invitational (2019) - con Rey Fénix
- House of Glory
  - HOG Tag Team Championship (1) - con Fénix
- Impact Wrestling
  - Impact World Championship (1)
  - Impact World Tag Team Championship (1) - con Fénix
  - Finisher of the Year (2018) – Pentagon Driver
  - Match of the Year (2018) - vs. Sami Callihan a Slammiversary XVI
- Lucha Libre AAA Worldwide
  - AAA Latin American Championship (1)
  - AAA World Mixed Tag Team Championship (1) - con Sexy Star
  - AAA World Tag Team Championship (3) - con Fénix (2) con Joe Líder (1)
  - Rey de Reyes (2016)
  - Rudo of the Year (2014, 2015)
  - Wrestler of the Year (2015)
- Lucha Underground
  - LU Gift of the Gods Championship (1)
  - Lucha Underground Championship (2)
  - Aztec Warfare IV
- Major League Wrestling 
  - MLW World Tag Team Championship (1) - con Rey Fénix
- Mexican Independent Circuit
  - Mexican Strong Style Championship (1)
  - WCW Intercontinental Championship (1)
- Mucha Lucha Atlanta
  - Mucha Lucha Atlanta Championship (1)
- Perros del Mal Producciones
  - Perros del Mal Light Heavyweight Championship (2)
- PCW Ultra
  - PCW Heavyweight Championship (2)
- Pro Wrestling Guerrilla
  - PWG World Tag Team Championship (1) - con Rey Fénix
- Pro Wrestling Illustrated
  - 95º nella classifica dei 500 migliori wrestler nella PWI 500 (2015)
  - 68º nella classifica dei 500 migliori wrestler nella PWI 500 (2016)
  - 65º nella classifica dei 500 migliori wrestler nella PWI 500 (2017)
  - 30º nella classifica dei 500 migliori wrestler nella PWI 500 (2018)
  - 28º nella classifica dei 500 migliori wrestler nella PWI 500 (2019)
- Ring Of Honor
  - ROH World Tag Team Championship (1) - con Rey Fenix[75]
- The Crash Lucha Libre 
  - The Crash Cruiserweight Championship (1)
  - The Crash Tag Team Championship (1) - con The King
- Wrestling Alliance Revolution
  - WAR World Tag Team Championship (1) con Rey Fénix
- Wrestling Observer Newsletter
  - Tag Team of The Year (2019) con Rey Fénix
- Wrestling Superstar
  - WS World Submission Lucha Championship (1)
- Xtreme Mexican Wrestling
  - XMW Tag Team Championship (1) - con Fénix